# Mirza Kütxtak Khan
Mirza Kütxtak Khan o Xaïkh Yunus (gilaki: ميرزا کۊجي خان; persa: میرزا كوچک خان; grafies alternatives comunes Kouchek, Koochek, Kuchak, Kuchek, Kouchak, Koochak, Kuchak, Kuçek) (Raixt, 1880 - boscos de Gilan, 1921) fou un revolucionari persa.
Nascut de família burgesa a Raixt, va estudiar àrab i islam a escoles tradicionals locals i després a Teheran. El 1908 va contactar amb revolucionaris russos a Bakú i Tblisi i va participar en la revolució constitucional iraniana (1908-1911). Junt amb les idees revolucionàries es va aferrar a l'islam i consultava l'alcorà i feia reunions per recitar poesia heroica de Firdawsi. El 1909 es va afiliar al grup revolucionari del Gilan que volia enderrocar al xa Muhàmmad-Alí Xah Qajar (1907-1909). El juliol de 1909 les tropes gilanis i bakhtiyaris van arribar victorioses a Teheran; Kütxak Khan va quedar ferit durant l'expedició. El xa va fugir a Rússia i l'any 1911 va tornar amb alguns partidaris turcmans i va avançar cap a Teheran i Kütxak Khan es va unir a les forces del govern i va participar en diverses batalles heroiques contra el xa invasor, sent altre cop ferit.
Recuperat, el cònsol general de Rússia li va prohibir anar a Rasht i va anar a Teheran on va viure en extrema pobresa. El 1913 va adoptar la idea del panislamisme difós a l'Imperi Otomà. Després de reunions amb diverses personalitats polítiques va decidir iniciar la lluita armada contra el govern sostingut per la Gran Bretanya. El 1914 va anar a Gilan i va iniciar la revolta i amb ajut de consellers alemanys i otomans va organitzar un grup panislàmic que des de 1917 va publicar un òrgan oficial, Djangal (bosc/jungla). Després de la Revolució d'Octubre de 1917 a Rússia, aquest país va renunciar a tota reivindicació sobre Iran; el 1919 l'acord anglo-persa deixava l'exèrcit i les duanes perses en mans dels britànics. Küčak Khan, junt amb altres líders com Muhammad Khiyabani (+ 1920) i Muhammad Taki Khan Pisyan, va intensificar la campanya contra els anglesos i es va aliar al règim bolxevic rus. Aquesta aliança va fer prevaldre les idees comunistes en el moviment i el 20 de maig de 1920 es formava un govern provisional que el dia 28 proclamava l'autonomia de Gilan i el 5 de juny de 1920 esdevenia la República Soviètica de Gilan, sota la seva direcció. Les tropes del govern i els revolucionaris, anomenats djangalis, es van enfrontar. Dins la mateixa direcció del moviment van esclatar dissensions entre Kütxak Khan i altres com Ihsan Allah Khan (que el juliol del 1920 va assolir la presidència de la república) i Khalu Kurban i els membres del partit Adalat, comunista radical. Aquest conflictes van portar a la mort d'un dels líders revolucionaris, Haydar Khan Amu Ughli. En aquesta situació el probritànic Sayyid Diya al-Din Tabatani va fundar el comitè Zarganda al que es van afiliar molts grans propietaris latifundistes del Gilan destacant Fath Allah Khan Sardar Mansur.
El 1921 els soviètics van decidir millorar les seves relacions amb els britànics i el govern de Teheran i es va signar l'acord persa-soviètic després del qual l'ambaixador rus a Teheran, M. Rohstein, va escriure una carta a Küčak Khan convidant-lo a posar fi a la lluita. Abandonats els djangalis, Kütxak Khan es va refugiar als boscos de Gilan on va morir de fred. El seu cap fou aportat a les autoritats.